# Larisa (mitologija)
Larisa (grč. Λάρισα, Lárisa) u grčkoj mitologiji nimfa je iz Tesalije.

## Karakteristike
Po njoj je nazvan i istoimeni grad, a njezin je lik prikazivan i na kovanu novcu toga grada. Bile su to drahme, kovane između 400. pr. Kr. i 340. pr. Kr., na kojima je prikazana s trima četvrtinama lica i gracioznom, lepršavom kosom.  Taj je stil Kimon kopirao od prikaza glave nimfe Aretuze s tetradrahmi. Prema tesalskim dokazima, takav se novac proizvodio do 320. pr. Kr. Drugi novčići prikazuju Larisu kako sjedi, drži hidriju, ćup za vodu, s izvorom u blizini, što je povezuje s vodenim nimfama.

## Mitologija
Pauzanije piše da je Pelazgova kći. No, Helanik govori da su sinovi Posejdona i Larise bili Ahaj, Ftij i Pelazg. Strabon je naziva kćeri Piaza, princa iz Pelazga.

## Vanjske poveznice
- Srebrni novčić s Larisinom glavom (engl.)